# Раванеллі Феррейра дос Сантос
Раванеллі Феррейра дос Сантос або просто Раванеллі (порт.-браз. Ravanelli Ferreira dos Santos / Ravanelli; нар. 29 серпня 1997, Кампінас, Бразилія) — бразильський футболіст, атакувальний півзахисник клубу «Сан-Бернарду».

## Клубна кар'єра
Футболом розпочав займатися в «Палмеріньї», але через нетривалий проміжок часу перебрався до академії «Понте-Прети». У вересні 2015 року вперше потрапив до першої команди, але в ній спочатку не грав. У бразильській Серії А дебютував у травні 2016 року в поєдинку проти «Фігейренсе». Свій перший м'яч за рідний клуб провів уже в наступному поєдинку, 21 травня проти «Палмейрасу» До завершення сезону 2016 року провів 14 матчів у вищому дивізіоні Бразилії, відзначився одним голом. Наступного сезону використовувався як гравець ротації, провів ще три поєдинки за «Понте-Прету». 
20 червня 2017 року підписав контракт із грозненським «Ахматом» терміном на чотири роки, сума відступних склала 800 000 євро. У своєму першому сезоні в чеченському клубі нападник відзначився 12-ма голами у Прем'єр-лізі. Того ж дня приніс своїй новій команді перемогу в дебютному, товариському матчі проти азербайджанського «Карабаха» (1:0), забив м'яч на 86-й хвилині. У сезоні 2018/19 років провів 17 матчів, в яких відзначився 4-ма голами. У травні 2019 року він порвав хрестоподібні зв'язки й вибув більше ніж на півроку, а в лютому 2020 року повернувся на футбольне поле. У сезоні 2019/20 років, після відновлення від травми, провів п'ять матчів.
У серпні 2020 року повернувся в оренду до Бразилії, де приєднався до «Атлетіку Паранаенсі», при цьому в бразильського клубу залишалася можливість викупити контракт гравця. До завершення сезону 2020 року провів за «Паранаенсе» одинадцять матчів у Серії А. У березні 2021 року його віддали в оренду бразильському «Шапекоенсе». В оренді за «Шапекоенсе» провів 15 матчів та разом із клубом вилетів із Серії А по завершенні сезону.
Зрештою, у січні 2022 року Раванеллі залишив «Ахмат» й повернувся до Бразилії, де приєднався до клубу четвертого дивізіону «Сан-Бернарду». При цьому «Ахмат» залишив за собою право на 70 % від суми за наступний трансфер гравця.

## Кар'єра в збірній
У жовтні 2016 року провів 2 поєдинки за молодіжну збірну Бразилії. 

## Стиль гри
Технічно обдарований атакувальний півзахисник з хорошим баченням гри. Дуже динамічний, має чудове тактичне чуття та вміє вддати передачу; завдяки сильним сторонам бразильця його порівнюють з Веслі Снейдером.

## Особисте життя
Батько назвав його на честь свого улюбленого футболіста Фабріціо Раванеллі.

## Статистика виступів

### Клубна
Станом на 25 жовтня 2021
| Клуб                           | Сезон             | Ліга               | Ліга  | Ліга | Кубок штату | Кубок штату | Нац. кубок | Нац. кубок | Конт. кубок | Конт. кубок | Інші кубки | Інші кубки | Загалом | Загалом |
| Клуб                           | Сезон             | Дивізіон           | Матчі | Голи | Матчі       | Голи        | Матчі      | Голи       | Матчі       | Голи        | Матчі      | Голи       | Матчі   | Голи    |
| ------------------------------ | ----------------- | ------------------ | ----- | ---- | ----------- | ----------- | ---------- | ---------- | ----------- | ----------- | ---------- | ---------- | ------- | ------- |
| «Понте-Прета»                  | 2016              | Серія A            | 14    | 1    | 5           | 1           | 4          | 0          | —           | —           | —          | —          | 23      | 2       |
| «Понте-Прета»                  | 2017              | Серія A            | 3     | 0    | 11          | 0           | 2          | 0          | 2           | 0           | —          | —          | 18      | 0       |
| «Понте-Прета»                  | Загалом           | Загалом            | 17    | 1    | 16          | 1           | 6          | 0          | 2           | 0           | —          | —          | 41      | 2       |
| «Ахмат» (Грозний)              | 2017–18           | Прем'єр-ліга Росії | 12    | 1    | —           | —           | 1          | 0          | —           | —           | —          | —          | 13      | 1       |
| «Ахмат» (Грозний)              | 2018–19           | Прем'єр-ліга Росії | 17    | 4    | —           | —           | 2          | 0          | —           | —           | —          | —          | 19      | 4       |
| «Ахмат» (Грозний)              | 2019–20           | Прем'єр-ліга Росії | 1     | 0    | —           | —           | 1          | 0          | —           | —           | —          | —          | 2       | 0       |
| «Ахмат» (Грозний)              | Загалом           | Загалом            | 30    | 5    | —           | —           | 4          | 0          | —           | —           | —          | —          | 34      | 5       |
| «Атлетіку Паранаенсі» (оренда) | 2020              | Серія A            | 11    | 1    | —           | —           | 1          | 0          | 3           | 0           | —          | —          | 15      | 1       |
| «Шапекоенсе» (оренда)          | 2021              | Серія A            | 15    | 1    | 10          | 0           | 2          | 0          | —           | —           | —          | —          | 27      | 1       |
| Усього за кар'єру              | Усього за кар'єру | Усього за кар'єру  | 73    | 8    | 28          | 1           | 11         | 0          | 5           | 0           | 0          | 0          | 117     | 9       |

1. ↑  Матч(і) в Південноамериканському кубку
2. ↑  Матч(і) в Кубку Лібертадорес